# خورخي أنطونيو باديلا
خورخي أنطونيو باديلا (بالإسبانية: Jorge Antonio Padilla Leal)‏ هو لاعب كرة قدم مكسيكي في مركز الدفاع، ولد في 6 سبتمبر 1993 في غوادالاخارا في المكسيك.